# Sabancı Holding

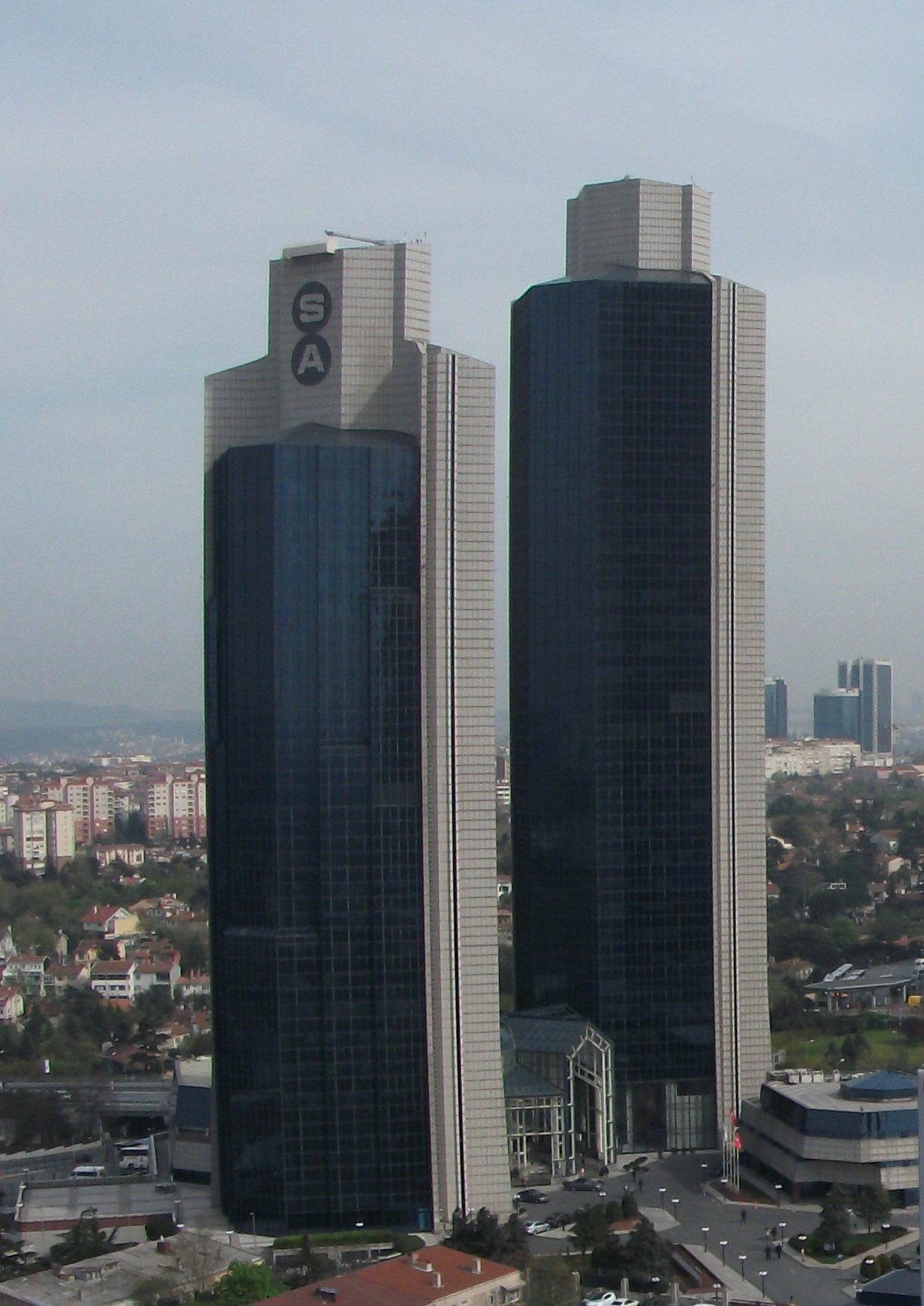
Sabancı Holding Towers, Istanbul

Hacı Ömer Sabancı Holding A.Ş., abgekürzt mit Sabancı Holding, ist nach der Koç Holding die zweitgrößte Industrie- und Finanzgruppe in der Türkei und befindet sich zu 78 % im Besitz der Sabancı-Familie.
Gegründet wurde die Holding durch den Unternehmersohn Sakıp Sabancı unmittelbar nach dem Tode seines Vaters, des erfolgreichen Unternehmers und Begründers der Familiendynastie Hacı Ömer Sabancı, der im Jahr 1932 seine erste Investition mit der Beteiligung an einem Baumwollfeld tätigte.
Die Sabancı Holding kontrolliert 65 Unternehmen, viele davon sind nationale Marktführer in ihren jeweiligen Bereichen. Die Gruppe hat 60.000 Mitarbeiter und ist in elf Ländern tätig. Zwölf Unternehmen sind an der Istanbuler Börse (IMKB) notiert. Die Holding hält mehr als 43 % an der Akbank, eine der größten Banken der Türkei, und hat Beteiligungen in Märkten wie zum Beispiel Fahrzeuge, Zement, Energie, Lebensmittel, Versicherungen, Internetdienste, Textilien, Reifen und Tabak.
Sabancı betreibt zehn Joint Ventures mit den Unternehmen Bridgestone, Toyota, Kraft, Bekaert, HeidelbergCement, Groupe Carrefour, Dia (2013 verkauft), Hilton, Mitsubishi Motors, International Paper und Philip Morris.
Die Zentrale des Unternehmens wurde 1974 von Adana nach Istanbul verlegt und befindet sich in einem Zwillings-Wolkenkratzer in Levent im Istanbuler Stadtteil Beşiktaş, den sogenannten Sabancı Twin Towers. Vorstand der Holding ist Güler Sabancı, die Nichte von Sakıp Sabancı und somit dritte Generation aus der Sabancı-Familie. Sakıp Sabancı leitete die Holding seit der Gründung im Jahre 1967 bis zu seinem Tode im Jahre 2004. Vize-Vorstände sind Şevket Sabancı und Erol Sabancı. Andere Mitglieder des Vorstands sind Ömer Sabancı, Sevil Sabancı, Serra Sabancı, Hasan Güleşçi, Nafiz Can Paker, Firat Sabanci und Ahmet Dördüncü, welcher momentan der CEO des Unternehmens ist.
Der größte Mitbewerber der Sabancı Holding ist die Koç Holding.

## Geschichte des Unternehmens
Die Sabancı Holding ist ein bekanntes türkisches Konglomerat mit einer reichen Geschichte, die bis ins Jahr 1966 zurückreicht, als sie von der Familie Sabancı gegründet wurde. Das Unternehmen begann als kleines Textilunternehmen in Adana, Türkei, und weitete seine Aktivitäten im Laufe der Jahre rasch aus. 
1966: Die Sabancı Holding wird von der Familie Sabancı in Adana (Türkei) gegründet, zunächst als kleines Textilunternehmen.
1974: Das Unternehmen weitet seine Tätigkeit auf den Finanzsektor aus und gründet die Akbank, eine der führenden Banken der Türkei.
1980er: Die Sabancı Holding diversifiziert ihre Geschäftsinteressen weiter und steigt in den Industriesektor mit Investitionen in Bereichen wie Zement, Reifen und Automobil ein.
1990er: Das Konglomerat erfährt eine erhebliche Expansion und Globalisierung und tätigt strategische Investitionen in verschiedenen Sektoren wie Energie, Einzelhandel und Versicherungen.
2001: Trotz der wirtschaftlichen Herausforderungen in der Türkei bleibt die Sabancı Holding widerstandsfähig und konzentriert sich auf die Umstrukturierung und Stärkung ihres Portfolios.
2005: Das Unternehmen gründet die Sabancı-Universität in Istanbul und leistet damit einen Beitrag zu Bildung und Humankapitalentwicklung.
2010er: Die Sabancı Holding legt bei ihren Geschäftspraktiken den Schwerpunkt auf Nachhaltigkeitsinitiativen, soziale Verantwortung und Innovation.
2020: Das Unternehmen spielt weiterhin eine Schlüsselrolle in der türkischen Wirtschaft und passt sich globalen Trends und technologischen Fortschritten an.

## Terroristischer Anschlag
Im Jahr 1996 wurde Özdemir Sabancı von Mitgliedern der DHKP-C in seinem Büro in den Sabancı Twin Towers ermordet, zusammen mit seiner Sekretärin Nilgün Hasefe und dem Geschäftspartner Haluk Gorgun. Die Terroristen erhielten Zugang zu dem stark bewachten Gebäude durch Fehriye Erdal, eine Sympathisantin, welche zu der Zeit als Studentin in dem Gebäude arbeitete.